# Total Carnage
Total Carnage debuterade i arkadhallarna, och är ett skjutspel utvecklat av Mark Turmell till Midway 1992.  Spelet släpptes till SNES 1993 och till Amiga CD32, Amiga och DOS 1994. Spelet innehåller flera likheter med Smash TV.
Spelet återutgavs 2004, då det ingick i Midway Arcade Treasures 2 till Playstation 2, Xbox och Nintendo Gamecube. 2005 släpptes en version till Atari Jaguar av Songbird Productions. Spelet återutgavs 2006 som del av Midway Arcade Treasures Deluxe Edition till PC och 2012 som del av Midway Arcade Origins till Playstation 3 och Xbox 360.

## Handling
Efter att ett stort kring utkämpades 1999, har den elake diktatorn General Akhboob i Mellanöstern stängt av sitt land från omvärlden. Utländska journalister tas tillfånga, och kemiska vapen utvecklas, och en armé av monster, mutanter och robotar byggs upp.

### Fotnoter
1. ↑  Leone, Matt (9 januari 2013). ”The story behind Total Carnage's confusing ending”. Polygon. Vox Media. http://www.polygon.com/features/2013/1/9/3848592/total-carnage-confusing-ending. Läst 14 maj 2014.
2. ↑  ”Total Carnage”. The International Arcade Museum. http://www.arcade-museum.com/game_detail.php?game_id=10167. Läst 14 maj 2014.
3. ↑  http://www.ign.com/articles/2012/11/14/midway-arcade-origins-review